# Honda Canada
Honda Canada Inc.  ist eine Niederlassung der Honda Motor Company. Der Hauptsitz befindet sich in Markham (Ontario). Das Unternehmen verfügt über mehrere Produktionsstandorte und Niederlassungen in Kanada. Die Produkte werden in Kanada, in den USA sowie in anderen Ländern vermarktet. Neben Pkw bietet das Unternehmen Motorräder an. Honda Marine bietet Außenbordmotoren für Boote an, Honda Power Equipment bietet u. a. Generatoren, Wasserpumpen und Rasenmäher an.

## Geschichte
Die Niederlassung wurde 1969 gegründet. 1984 wurden weitere Niederlassungen in British Columbia eröffnet, um den Westen zu versorgen. Der Standort dient auch als Technisches Trainings-Center und beinhaltet auch ein Ersatzteillager. Im selben Jahr entschloss man sich, einen Produktionsstandort in Kanada zu eröffnen. 1986 begann die Automobilproduktion in einem neuen Produktionswerk in Alliston. Es war das erste Werk eines japanischen Automobilherstellers in Kanada. Des Weiteren wurde die Tochtergesellschaft Acura gegründet und im selben Jahr die Modelle Acura Legend und Integra am Markt angeboten. 1987 wurde die Honda Canada Finance Inc. gegründet. Ziel war es, dem Endabnehmer Kredit- und andere Finanzierungsmöglichkeiten anzubieten. 1988 begann die Produktion des Honda-Civic-Fließheck für den nordamerikanischen Markt. 1989 wurde das 100.000ste Fahrzeug in Kanada produziert. 1991 wurde eine weitere Niederlassung in Quebec eröffnet. 1992 erfolgte die Produktion des Civic Coupé. 1993 produzierte Honda Canada das 500.000. Fahrzeug. 1994 begann der Export von Fahrzeugen nach Taiwan und Brasilien. 1995 erhielt Honda Canada Inc. als erster Automobilhersteller in Nordamerika die Auszeichnung des ISO-9002-Zertifikats. 1997 wurde das einmillionste Fahrzeug in Kanada produziert. 1998 wurde eine weitere Produktionsstraße eröffnet, die den ersten Minivan Odyssey produziert. Der Minivan wird für den nordamerikanischen Markt produziert; ein etwas veränderter Minivan (LaGreat) wird nach Japan exportiert. Im Jahr 2000 wurde der Honda Insight dem Markt vorgestellt, er war Nordamerikas erstes Hybridfahrzeug. Die Produktion des Acura MDX wurde in Alliston aufgenommen. Das Fahrzeug wird weltweit vermarktet. 2001 wurde das zweimillionste Honda-Fahrzeug in Kanada verkauft. 2004 wurde das dreimillionste Fahrzeug in Kanada gebaut. 2005 begann die Produktion des ersten Honda-Pick-Up-Trucks mit dem Modellnamen Ridgeline. Zwischen 2006 und 2008 errichtete das Unternehmen einen neuen Produktionsstandort für Motoren in Nachbarschaft des Honda Canada einem Produktionswerk in Alliston. Geplant war die Produktion von Vierzylinder-Motoren. Die jährliche Produktionskapazität sollte 200.000 Motoren pro jahr betragen. An diesem Standort sollten 340 Mitarbeiter an der Motorproduktion beschäftigt werden. Der Kostenpunkt für die Investition belief sich auf 154 Millionen US-Dollar. Das viermillionste Fahrzeug verließ 2008 die Produktionshallen. Der Honda Civic Hybrid gewann die Auszeichnung AJAC Award für alternative umweltfreundliche Kraftfahrzeuge.
Des Weiteren wurden die Honda-Canada-Modelle Honda Civic und Honda Ridgeline von dem kanadischen Automobil-Journalisten-Verband ausgezeichnet als Auto des Jahres und Truck des Jahres. Das 5-millionste Fahrzeug verließ 2009 die Produktionshalle in Alliston. Im Mai 2010 eröffnete Honda eine Hauptniederlassung am Campus in Markham Ontario.

## Produktpalette

Logo der Abteilung Honda Marine

Logo der Abteilung Honda Equipment

- Honda Marine – Außenbordmotoren für Boote
- Honda Motorcycles – Motorräder
- Honda Power Equipment – Gartengeräte und Stromgeneratoren
- Honda Engines – Motoren

## Produktionsstandorte
Honda Canada Inc. hat zwei Produktionswerke, die sich in Alliston, nördlich von Toronto, befinden. Im Jahr 2008 wurde zusätzlich ein Werk für Motorenfertigung eröffnet. Die Kapazität des Werkes beläuft sich auf 390.000 Einheiten.

### Modellübersicht
In der Fahrzeug-Identifikationsnummer nutzt der Hersteller des Welt-Herstellercode 2HN für Personenkraftwagen, 2KK für Minivans sowie 2HJ und 2HK für Sport Utility Vehicles. Als Werkscode ist der Buchstabe H für Alliston in Verwendung. Für die Marke Acura ist hingegen der Welt-Herstellercode 2HH in Verwendung.
 (Hauptquartier der Honda of Canada Manufacturing Inc. von 1986 bis 2010)